# Госсерсвайлер-Штайн
Госсерсвайлер-Штайн (нім. Gossersweiler-Stein) — громада в Німеччині, розташована в землі Рейнланд-Пфальц. Входить до складу району Південний Вайнштрассе. Складова частина об'єднання громад Аннвайлер-ам-Тріфельс.
Площа — 8,60 км2. Населення становить 1410 ос. (станом на 31 грудня 2020).

## Географія
Муніципалітет розташований у регіоні Вагзау, що охоплює південні райони Пфальцького лісу та північні частини Вогезів, у серці долини Госсерсвайлерер. До його складу входять два райони: Госсерсвайлер і Штайн[джерело?].

## Галерея

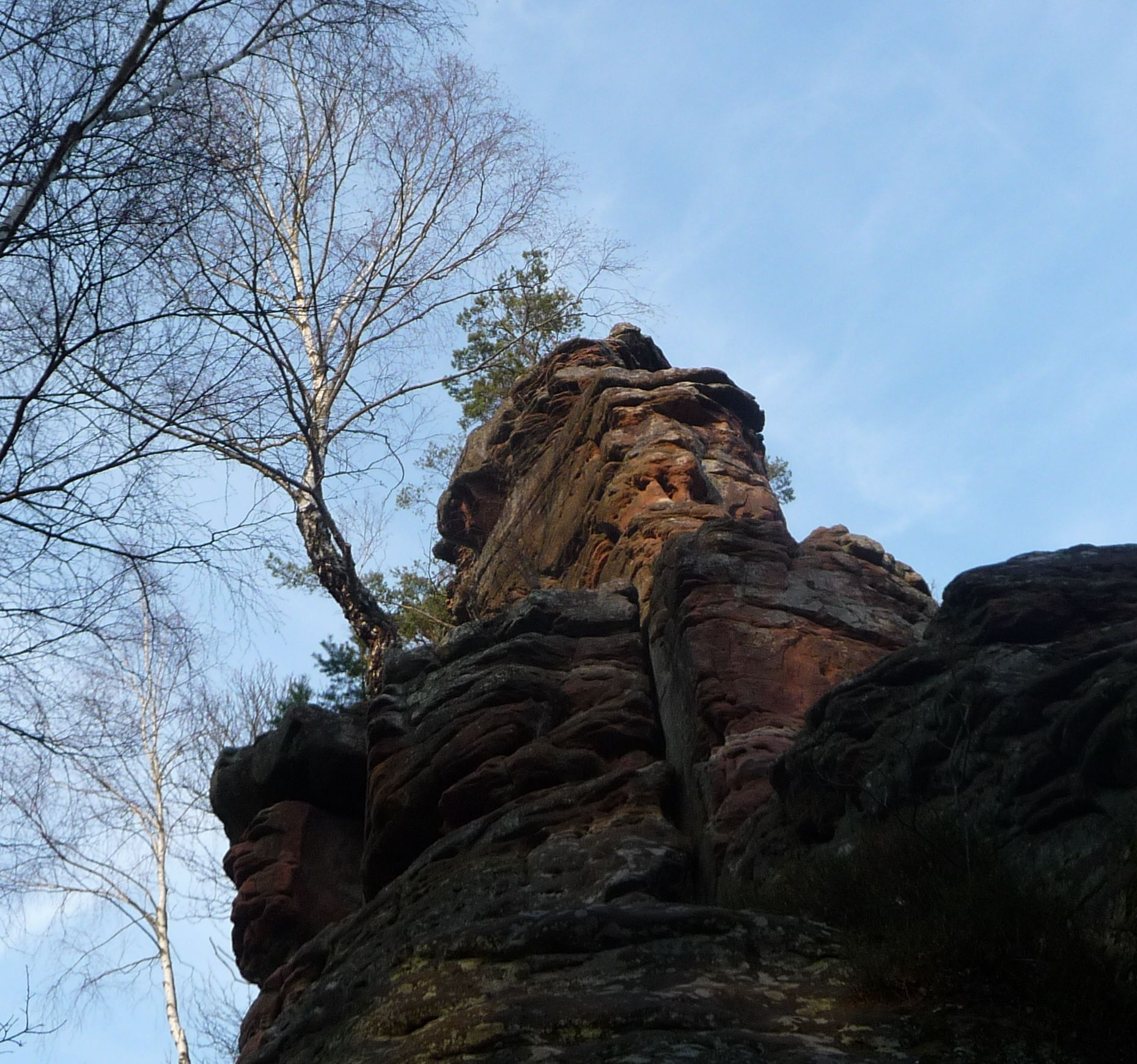
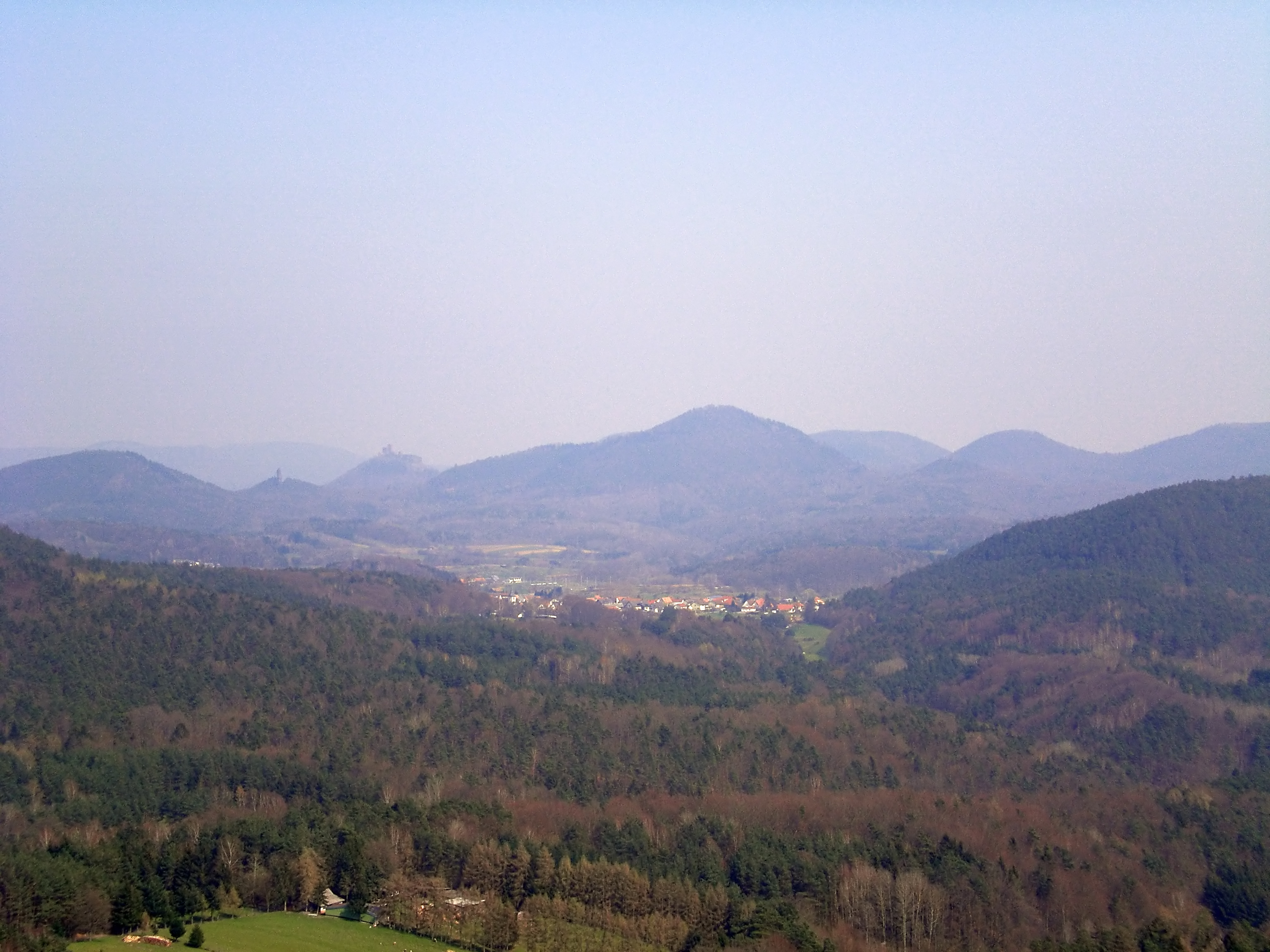
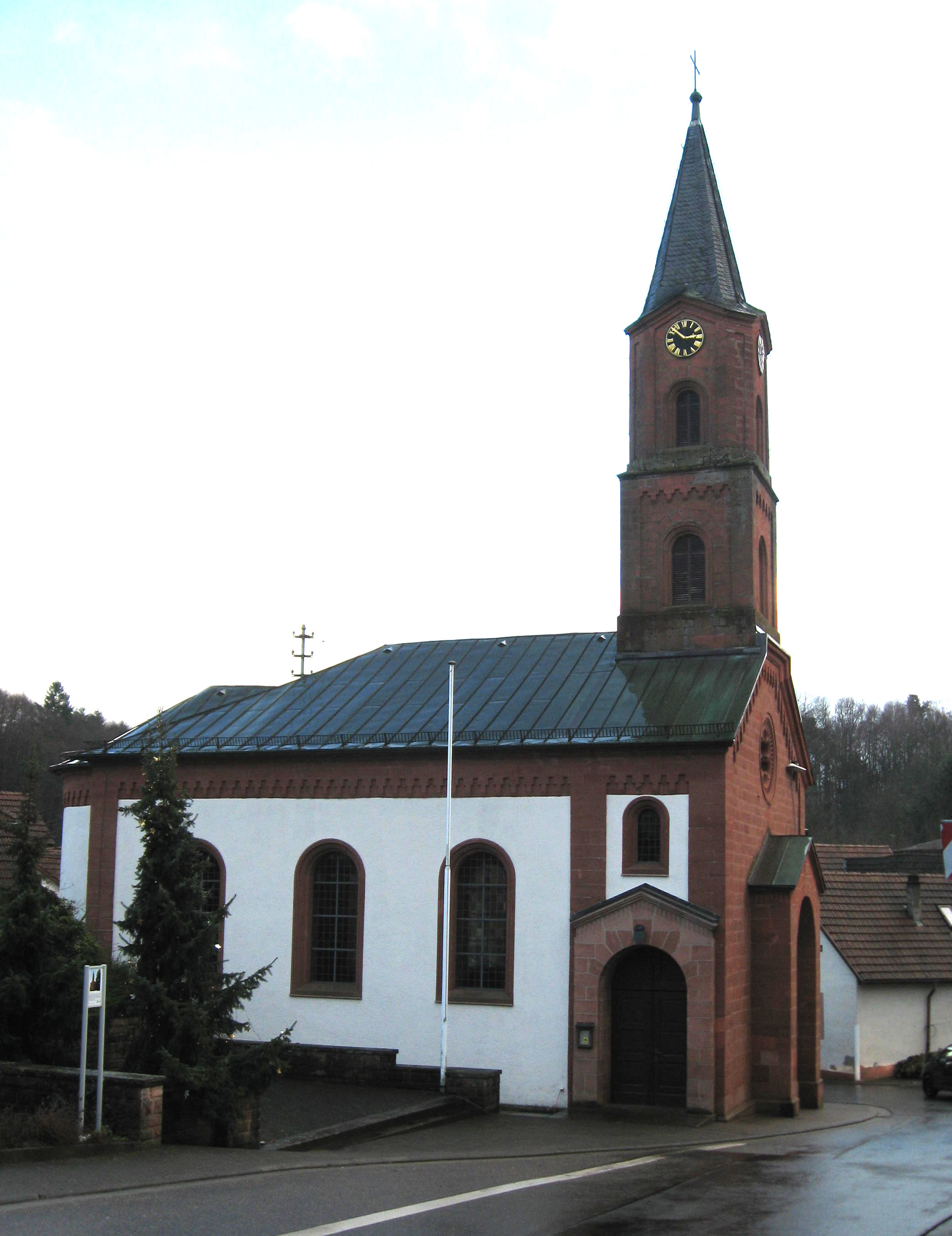